# Phygadeuon antarticus
Phygadeuon antarticus är en stekelart som beskrevs av Carlos Schrottky 1902. Phygadeuon antarticus ingår i släktet Phygadeuon och familjen brokparasitsteklar. Inga underarter finns listade i Catalogue of Life.